# Iglesia de San Miguel de la Vall

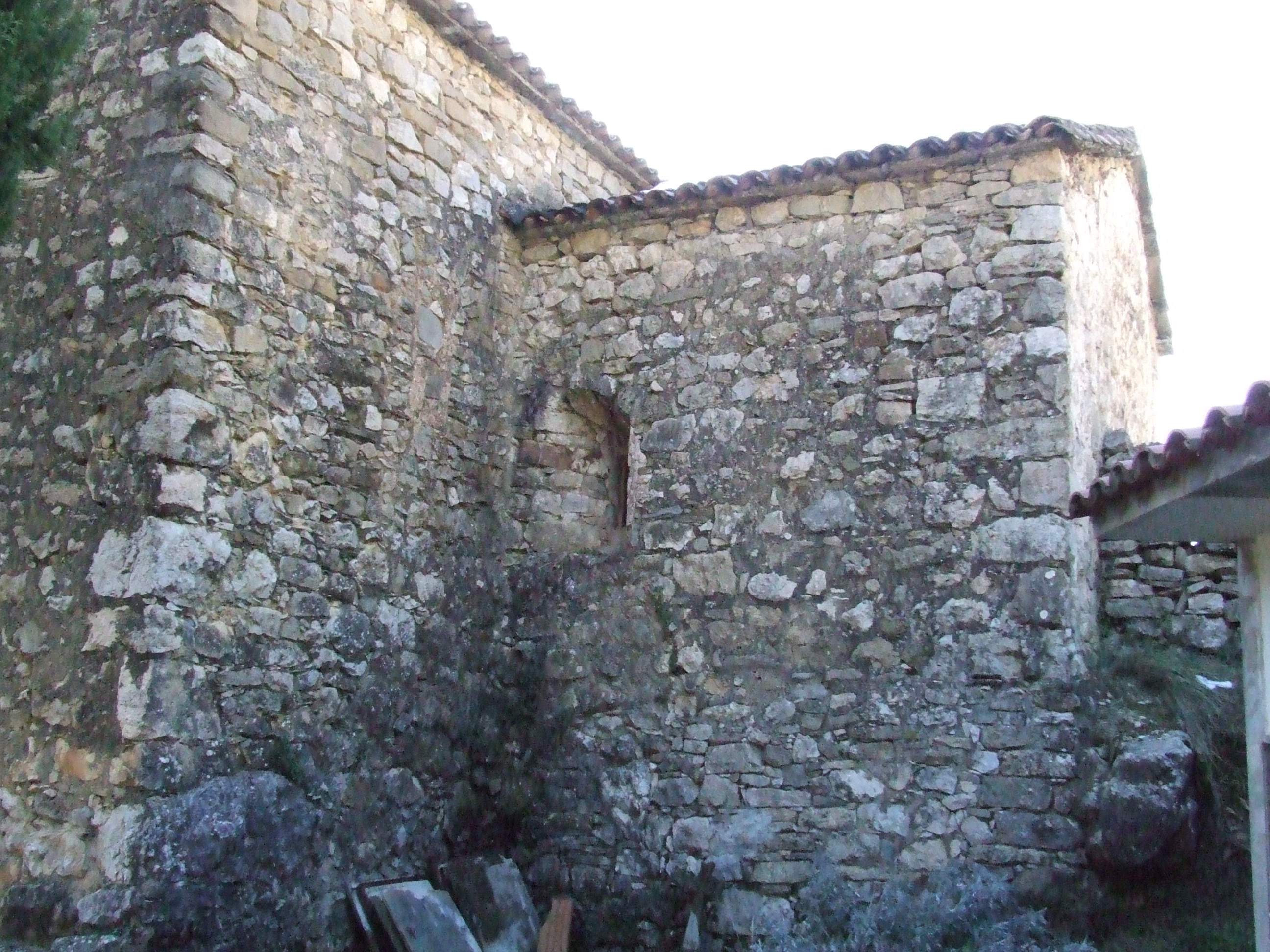
Detalle del exterior de la iglesia.

La iglesia de San Miguel de la Vall es la parroquial, de arquitectura románica, del pueblo del mismo nombre, del antiguo término de Aransís y del actual de Gavet de la Conca perteneciente a la comarca catalana de Pallars Sobirá en la provincia de Lérida.
Fundada posiblemente como capilla del Castelló Jussà de San Miguel de la Vall, absorbió la iglesia de Santa María del Castellón Sobirà y también la de san Martín del Castellet, origen de San Martín de Barcedana. Así lo manifiestan las visitas pastorales del siglo XVIII.
Es mencionada en el documento del 996 que el historiador Ignacio M. Puig i Ferraté identificó con San Miguel de la Vall, donde aparecen también mencionados los diversos «Castellons» de este complejo castillo.